# Bernhard Wilhelm Roth

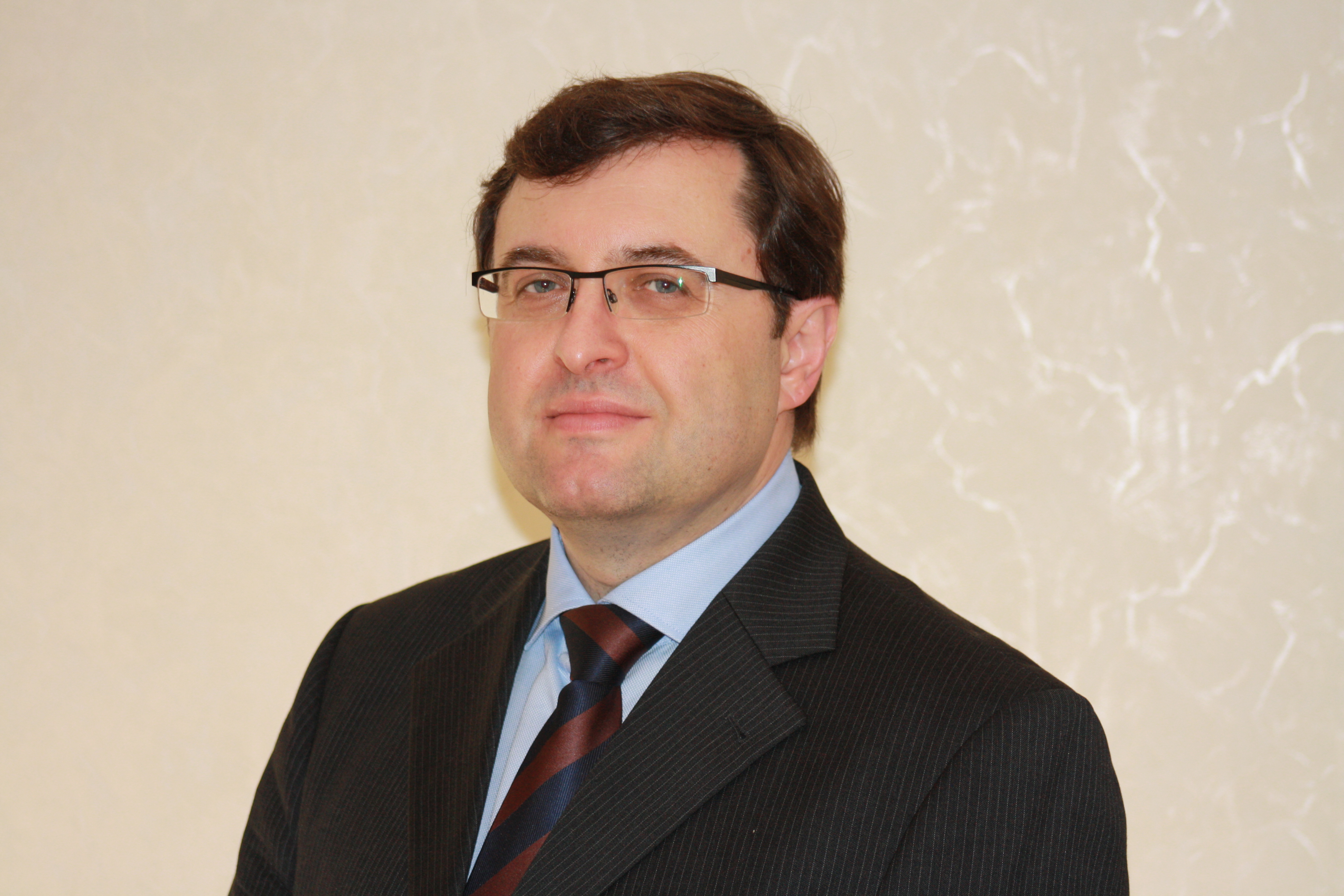
Bernhard Wilhelm Roth 2019

Bernhard Wilhelm Roth (* 13. November 1970) ist ein deutscher Experimentalphysiker.

## Wissenschaftlicher Werdegang
Roth studierte von 1992 bis 1997 an der Universität Bielefeld Physik. Danach hat er 2001 ebenfalls an der Universität Bielefeld im Bereich der Atom- und Teilchenphysik promoviert. Von 2002 bis 2007 arbeitete er als Habilitand und Gruppenleiter in der experimentellen Quantenoptik am Institut für Experimentalphysik, Quantum Optics and Relativity Group der Heinrich-Heine-Universität Düsseldorf. Roth habilitierte sich 2007 an der Heinrich-Heine-Universität Düsseldorf in Experimentalphysik zum Thema Erzeugung und Spektroskopie an ultrakalten Molekülionen. Von 2007 bis 2010 war er Privatdozent und Gruppenleiter am Institut für Experimentalphysik der Heinrich-Heine-Universität Düsseldorf und von 2011 bis 2012 Zentrumsleiter am Zentrum für Innovationskompetenz innoFSPEC Potsdam am Leibniz-Institut für Astrophysik Potsdam (AIP) und der Universität Potsdam. Seit 2012 ist er wissenschaftlicher Leiter und Geschäftsführer des Hannoverschen Zentrums für Optische Technologien HOT, einem interdisziplinären Forschungszentrum der Gottfried Wilhelm Leibniz Universität Hannover. Roth habilitierte sich 2012 in Physik an der Gottfried Wilhelm Leibniz Universität Hannover und wurde dort 2014 zum Professor an der Fakultät für Mathematik und Physik berufen.  Als Leiter des HOT ist er einer der Koordinatoren des internationalen Masterstudiengangs Optische Technologien / Optical Technologies: Photonics and Laser Technology (M.Sc.) an der Leibniz Universität Hannover.

## Forschung
Der Hauptschwerpunkt seiner wissenschaftlichen Tätigkeit liegt im Bereich der Optik und Photonik in Grundlagenforschung und angewandter Forschung. Dabei geht es um neue Konzepte für integrierte Optik und Photonik sowie Polymersensorik, um Laserspektroskopie, Optofluidik und Analytik in den Life Sciences sowie um Anwendungen optischer Technologien in der medizinischen Bildgebung. Auch hybride Optiksimulations-Werkzeuge und Techniken für die Digitale Holographie werden entwickelt. Ursprüngliche Arbeitsgebiete schließen die Quantenoptik und Laserspektroskopie ein, insbesondere die Laserkühlung von gespeicherten Atom- und Molekülionen, die Präzisions-Laserspektroskopie an ultrakalten Molekülionen sowie die Atom- und Teilchenphysik bei niedrigen Energien. Roth ist Mitglied des Antragsteller-Teams des Sonderforschungsbereichs/Transregio SFB/TRR PlanOS – Planare optronische  Systeme und einer der Antragsteller (Principal Investigator, PI) des Exzellenzclusters PhoenixD: Photonics, Optics, Engineering – Innovation Across Disciplines der DFG, der die Möglichkeiten der Digitalisierung für neuartige optische und photonische Systeme sowie ihrer Fertigung und Anwendung erforscht.

## Auszeichnungen
- 2018 Kaiser-Friedrich-Forschungspreis zum Thema Photonische Technologien für das digitale Labor, zusammen mit Johanna-Gabriela Walter und Kort Bremer, für das Vorhaben SmartSens zur Entwicklung von Smartphone-gestützten optischen Schnelltests für Medizin und Lebenswissenschaften.[15]
- 2020 Kaiser-Friedrich-Forschungspreis zum Thema Photonische Technologien für den Umwelt- und Klimaschutz, zusammen mit Ann-Kathrin Kniggendorf, für das Vorhaben OPTIMUS zur Entwicklung von optischen Verfahren zur Online-Detektion von Mikroplastiken in der Umwelt (verliehen am 24. November 2021).[16][17]
- 2024 Helmholtzpreis für Präzisionsmessungen in der angewandten Messtechnik mit interdisziplinärem Physik/Medizin-Team der Leibniz Universität Hannover (um Bernhard Roth) und der Universitätsmedizin Rostock (um Steffen Emmert) für Innovationen bei der optischen Biopsie in der Hautkrebsdiagnostik.[18][19]

## Veröffentlichungen (Auswahl)
Hochschulschriften
- Bernhard Roth: Spinabhängige Asymmetriefunktionen in der elastischen und inelastischen Elektron-Cäsium-Streuung bei mittleren Energien. Univ., Diss., Bielefeld 2001.
- Bernhard Roth: Production, Manipulation and Spectroscopy of Cold Trapped Molecular Ions. Univ., Habil.-Schr., Düsseldorf 2007.

Beiträge zu Fachbüchern
- B. Friedrich, R. Krems, W. Stwalley (Eds.): Cold Molecules: Theory, Experiment, Applications. 1. Auflage. CRC Press, Taylor and Francis, 2009, ISBN 978-1-4200-5903-8.
- B. Roth: Cold Molecules: Cold Trapped Molecular Ions – Production, Manipulation, and Spectroscopy. VDM Verlag Saarbrücken, 2008, ISBN 978-3-8364-9399-4.
- R. Lachmayer, R.B. Lippert, S. (Eds.) Kaierle: Additive Serienfertigung – Erfolgsfaktoren und Handlungsfelder für die Anwendung. Springer Vieweg Verlag, 2017, ISBN 978-3-662-56462-2.